# Blue Train (album)
Blue Train – album studyjny amerykańskiego saksofonisty jazzowego Johna Coltrane’a, wydany z numerem katalogowym BLP 1577 w 1958 roku przez Blue Note Records.
Jest to jedyny album, który Coltrane nagrał dla Blue Note Records jako leader. W 1997 ukazała się płyta CD nazwana The Ultimate Blue Train, która zawiera alternatywne wersje dwóch utworów.

## Powstanie
Materiał na płytę został zarejestrowany 15 września 1957 roku przez Rudy’ego Van Geldera w należącym do niego studiu (Van Gelder Studio) w Hackensack w stanie New Jersey. Produkcją albumu zajął się Alfred Lion.

## Lista utworów
Opracowano na podstawie materiału źródłowego:
Wydanie LP
Strona A
| Nr | Tytuł utworu      | Muzyka        | Długość |
| -- | ----------------- | ------------- | ------- |
| 1. | „Blue Train”      | John Coltrane | 10:39   |
| 2. | „Moment’s Notice” | John Coltrane | 9:06    |
|    |                   |               | 19:45   |

Strona B
| Nr | Tytuł utworu        | Muzyka                     | Długość |
| -- | ------------------- | -------------------------- | ------- |
| 1. | „Locomotion”        | John Coltrane              | 7:11    |
| 2. | „I'm Old Fashioned” | Jerome Kern, Johnny Mercer | 7:55    |
| 3. | „Lazy Bird”         | John Coltrane              | 7:03    |
|    |                     |                            | 22:09   |

Utwory dodatkowe na reedycji (1997)
| Nr | Tytuł utworu                  | Muzyka        | Długość |
| -- | ----------------------------- | ------------- | ------- |
| 1. | „Blue Train (alternate take)” | John Coltrane | 9:55    |
| 2. | „Lazy Bird (alternate take)”  | John Coltrane | 7:09    |
|    |                               |               | 17:04   |

## Twórcy
Opracowano na podstawie materiału źródłowego.
Muzycy:
- John Coltrane – saksofon tenorowy
- Lee Morgan – trąbka
- Curtis Fuller – puzon
- Kenny Drew – fortepian
- Paul Chambers – kontrabas
- Philly Joe Jones – perkusja

Produkcja:
- Alfred Lion – produkcja muzyczna
- Rudy Van Gelder – inżynieria dźwięku
- Reid Miles – projekt okładki
- Francis Wolff – fotografia na okładce
- Robert Levin – liner notes
- Michael Cuscuna – produkcja muzyczna (reedycja z 1997)
- Michael Cuscuna – liner notes (reedycja z 1997)